# Alsodux
Alsodux è un comune spagnolo situato nella comunità autonoma dell'Andalusia.